# Hans Aarsman
Hans Aarsman (Amsterdam, 27 december 1951) is een Nederlandse auteur en voormalig fotograaf. Hij is onder andere bekend van zijn tweewekelijkse rubriek De Aarsman Collectie in de Volkskrant waarin hij persfoto’s onder de loep neemt als een detective. Daarnaast staat hij regelmatig in het theater, waar hij op een aanstekelijke wijze verslag doet van zijn manier van onderzoeken.  
Aarsman was aanvankelijk fotojournalist voor onder andere  het dagblad Trouw, de Volkskrant, Nieuwe Revu en De Groene Amsterdammer. In 1989 publiceerde hij het boek Hollandse Taferelen, met landschappen gefotografeerd vanaf het dak van zijn kampeerauto, waarmee hij een jaar door Nederland trok. Het was tijdens deze reis dat Aarsman begon met schrijven. Daarna maakte hij in 1993 het fotoboek Aarsmans Amsterdam. Daarna stopte hij met fotograferen,  en richtte hij zich op schrijven. In 2003 verscheen zijn boek Vrrooom! Vrrooom!, waarin hij fotografie van auto's combineerde met dagboekfragmenten.
Aarsman kreeg in 1993 de Maria Austria-Prijs en in 2011 de Hendrik de Vriesprijs.
Van 1996 tot 2023 was Aarsman docent aan de Rijksakademie van beeldende kunsten in Amsterdam. 
Het Nederlands Fotomuseum heeft een deel van het archief van Aarsman verworven. Sinds 2006 is een deel van deze collectie voor particulieren te downloaden voor afdrukken op A3-formaat.
Sinds 2004 schrijft Aarsman om de week een column in de Volkskrant, getiteld De Aarsman Collectie, waarin hij nieuwsfotografie op methodische wijze analyseert. Aarsman vindt het verhaal dat een foto vertelt belangrijker dan zijn esthetische kwaliteiten. In zijn zoektocht naar het verhaal achter een foto laat Aarsman zich inspireren door de analytische methodiek van Sherlock Holmes. Hij noemt zichzelf dan ook een fotodetective. Aarsman was tot 1999 ook columnist voor de NRC.
Hij schreef diverse theatermonologen voor onder andere Tom Jansen, Dirk Roofthooft en Carly Wijs. Josse De Pauw speelde zijn monoloog Ruis, over fotograaf Garry Winogrand. Vanaf 2012 laat hij zelf in het theater zijn laatste ontdekkingen zien.
Samen met Erik Kessels, Hans van der Meer en anderen was Aarsman redacteur van het tijdschrift Useful Photography (2001-heden). 
In 2007 was Aarsman gastcurator voor de Gemeentelijke Aankopen van het Stedelijk Museum met de tentoonstelling Off the Record. Voor deze tentoonstelling nodigde hij kunstenaars uit om werk in te zenden dat gemaakt is vanuit de behoefte iets vast te leggen, zonder direct een artistiek doel voor ogen. In Off the Record stonden de begrippen toeval en ontdekking centraal.
In 2012 was hij gastconservator voor de fototentoonstelling Dankzij de bruggen in het Wereldmuseum Amsterdam. Zij nodigden Hans Aarsman uit om in de collectie te speuren, omdat: 'hij vaak net ziet wat anderen over het hoofd zien. Daarbij richt hij zich niet alleen op wat er te zien is, ook op wat niet zichtbaar is en er gegeven de omstandigheden wel had moeten zijn.’ 
Bij Galerie Ron Mandos heeft Aarsman de groepstentoonstelling Zelf weten gecureerd. In de deze tentoonstelling bracht hij werk samen van kunstenaars die, net als Aarsman zelf, graag laten zien hoe zij de wereld onderzoeken en hun observaties daarbij zichtbaar maken. Een expositie met registers, verrassende vondsten en zelfs wijze lessen van Sesamstraat. 
In februari 2015 werd Aarsman aangesteld als gastcurator van het Werelderfgoed Podium van de UNESCO.
In 2011 was hij een terugkerende gast in De Wereld Draait Door, waar hij op een originele manier persfoto's analyseerde. In 2021 keerde de fotodetective terug op de televisie bij het programma Beau. 
In de documentaire van de NTR Academie Meer zien? Beter kijken!, legt Hans Aarsman wat zijn fotografische aanpak is, hoe hij foto's methodisch analyseert en wat fotografie voor hem betekent. 

## Werk in openbare collecties (selectie)
- Nederlands Fotomuseum, Rotterdam[14]
- Rijksmuseum Amsterdam[15]
- Stedelijk Museum Amsterdam

## Publicaties
- 1989 Hollandse taferelen (fotoboek)
- 1993 Aarsmans Amsterdam (fotoboek)
- 1995 Twee hoofden, één kussen (roman)
- 1995 Het engeltje dat op mijn tong pieste (essays)
- 1996 De wijze van zaal 7 (toneelstuk)
- 2003 Vrrooom! Vrrooom! (fotoboek)
- 2009 Ik zie ik zie. De Aarsman Collectie (essays)
- 2011 Gedachten bij het wachten tot de schepping aanreikt wat je niet wist dat je in gedachten met je meedroeg. Fotobesprekingen (essays)
- 2012 De fotodetective (essays)
- 2012 Dankzij de bruggen. Hans Aarsman doet een ontdekking in het Tropenmuseum (tentoonstellingscatalogus)
- 2014 Wat jij niet ziet. De Aarsman Collectie (essays)
- 2020 De ene die alles ziet. De Aarsman Collectie 2014-2020.